# Aucklandsäger
Der Aucklandsäger (Mergus australis) ist ein ausgestorbener Entenvogel aus der Gattung der Säger. Das Verbreitungsgebiet dieser Sägerart war auf Neuseeland begrenzt. Bereits die Māori, die Neuseeland ab etwa 1000 n. Chr. besiedelten, bejagten diese Art so stark, dass er vor der Besiedlung Neuseelands durch Europäer im Landesinneren von Neuseeland ausgerottet war. Die Veränderung des Lebensraumes und die Einführung von Schweinen, Schafen, Ziegen, Katzen und Hunden durch die Europäer ließen die Art dann zu Beginn des 20. Jahrhunderts vollständig aussterben.

## Beschreibung

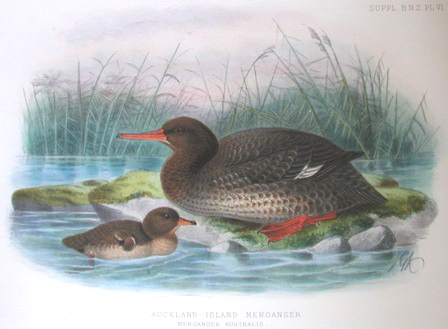
Illustration von John Gerrard Keulemans aus A History of the Birds of New Zealand, Vol. II, 1888

Der Aucklandsäger war eine kleine Sägerart und der einzige Vertreter seiner Gattung, der in neuseeländischen Gewässern vorkam. Die kurzen Flügel lassen nach Ansicht einiger Wissenschaftler darauf schließen, dass die Art nur eingeschränkt flugfähig war.
Der Aucklandsäger erreichte eine Größe von 58 Zentimetern und ein Gewicht von 900 Gramm. Er sah dem Weibchen eines Gänsesägers recht ähnlich, war jedoch kleiner und dunkler. Der Kopf war rotbraun. Kehle und Vordernacken waren rostfarben. Der Rücken, die Schultern und der Schwanz waren blauschwarz. Die Flügel waren aschgrau. Die Handschwingen waren schwarz. Die mittleren Armschwingen waren an den Außenfahnen weiß. Die Armschwingendecken zeigten weiße Spitzen. Die Brust war stumpfgrau mit helleren halbmondförmigen Markierungen. Die übrige Unterseite war grau und weiß gesprenkelt. Die Iris war dunkelbraun. Beine und Füße waren rötlich braun mit einem rosafarbenen Anflug. Der Schnabel war länger als bei anderen Sägerarten. Der Oberschnabel und die Schnabelspitze waren schwarz. Der Unterschnabel war gelborange. Das Männchen wies einen fünf bis sechs Zentimeter langen rotbraunen Federschopf auf. Bei den Weibchen war der Schopf kürzer.
Bei Jungvögeln war der Federschopf nochmals kürzer und trat auch gar nicht auf. Die Küken waren auf der Körperoberseite überwiegend dunkelbraun bis schwarz. Am Rumpfende befanden sich blasse Flecken. Kinn, Kehle und die vordere Brust war kastanienfarben. Im Gesicht befanden sich kastanienfarbene Flecken unter den Augen. Anders als bei anderen Sägern wiesen die Küken keine weiße Streifen im Gesicht auf.

## Verbreitung
Fossile Knochenfunde lassen den Schluss zu, dass der Aucklandsäger in der Vergangenheit auf dem neuseeländischen Festland, Stewart Island und den Auckland Islands lebte. Die meisten fossilen Überreste hat man in Küstennähe gefunden. Die fossilen Überreste von mindestens zwei Individuen wurden jedoch auch im Lake Poukawa ausgegraben. Auch auf den Chatham-Inseln gibt es fossile Knochenfunde von Enten, die denen des Aucklandsägers sehr ähnlich sehen. Bei einer um 1842 bei Robert McCormick irrtümlich als Säger bezeichneten Entenart von der Campbell-Insel, die um 1840 von Ratten ausgelöscht wurde, könnte es sich entweder um eine Population der Campbell-Ente (Anas nesiotis) oder um eine der Augenbrauenente (Anas superciliosa) handeln.

## Lebensweise
Anhand des Schnabelinhaltes eines getöteten Vogels wurde festgestellt, dass sich der Aucklandsäger von Fischen wie dem Tieflandhechtling (Galaxias brevipinnis) und von aquatischen Wirbellosen ernährte. Sein Schnabel war länger als der anderer Sägerarten. Er war ein hervorragender Taucher, aber auf Grund seiner kurzen Flügel ein sehr schlechter Flieger. Das Aucklandsägerpaar blieb vermutlich das ganze Jahr über zusammen. Die Brutsaison war zwischen November und Dezember. Das Gelege bestand aus mindestens fünf Eiern.

## Aussterben
Auf dem neuseeländischen Festland starb der Aucklandsäger vermutlich durch menschliche Nachstellung und Ratten bereits im 13. oder 14. Jahrhundert aus. Ausgrabungen von māorischen Muschelhaufen haben mehrere Knochen dieser Sägerart zu Tage gebracht, obwohl ansonsten fossile Überreste dieser Art selten sind. Dies wird als Beleg für eine aktive Bejagung der Art durch Māori gewertet. Im 19. Jahrhundert kam der Aucklandsäger in größerer Anzahl nur noch auf den Auckland Islands vor. Einige wenige Exemplare überlebten in unzugänglichen Gebieten an der Nord- und Ostküste Neuseelands.
Um 1806 wurden auf den subarktischen Auckland Islands Schweine eingeführt, die die Bestände der Aucklandsäger sehr stark dezimierten. 1840 wurden sie während der Expedition der beiden Korvetten Astrolabe und Zélee unter der Leitung von Jules Dumont d’Urville zum ersten Mal gesammelt und 1841 wissenschaftlich beschrieben. Nach 1850 zerstörten Rinder, Ziegen und Schafe den Lebensraum der Säger. Wann Hunde, Katzen und Ratten auf die Inseln kamen, ist nicht bekannt. Sie beschleunigten die Ausrottung des Aucklandsägers. Darüber hinaus wurden 25 Exemplare für Museen gesammelt, von denen das letzte Paar am 9. Januar 1902 von Lord Ranfurly geschossen wurde. Es wird heute im British Museum aufbewahrt. 1909 gab es eine erfolglose Suchaktion. 1910 wurde ein Reservat auf den Auckland Islands errichtet. Eine letzte Expedition im Jahre 1973 schlug ebenfalls fehl und bestätigte die Befürchtung, dass die Art lange ausgestorben war.
In den Museen der Welt werden 26 Bälge, drei vollständige Skelette, einige Skelettreste sowie drei in Alkohol eingelegte Körper aufbewahrt. Das National Museum of Ireland in Dublin verfügt außerdem über ein ausgestopftes Männchen.

## Belege